# Nico Cereghini
Enrico Cereghini detto Nico (Casargo, 12 luglio 1948) è un giornalista e pilota motociclistico italiano.

## Carriera
Appassionato di moto, esordì come tester per la rivista "Motociclismo" nel 1968. Ad inizio anni settanta debuttò nelle competizioni, correndo nelle derivate di serie e nella coppa FIM Endurance prima con una Laverda SFC, e poi con una Laverda 1000.
Nella Coppa FIM terminò ottavo nel 1975, grazie al terzo posto, in coppia con Augusto Brettoni, alla 1.000 km del Mugello ed al secondo posto alla 24 Ore di Liegi, corsa a Spa in coppia con Roberto Gallina. Nel 1973 la coppia Cereghini-Daneu, in sella a una Segoni Special con meccanica "SFC", è stato l'unico equipaggio italiano a concludere il Bol d'Or. Partecipò nuovamente nel 1976, terminandolo al decimo posto in coppia con Andrea Sorci con una Segoni-Kawasaki. In tutto sono sei le partecipazioni di Cereghini al Bol d'Or, compresa quella al circuito del Castellet, nel 1978, dove portò al debutto in gara il prototipo della Laverda 1000 V6, in coppia con Carlo Perugini.
Cereghini corse anche 9 gare dal 1975 al 1978 nella classe 500 del motomondiale, non conseguendo punti. Nella stessa classe, partecipò al campionato Italiano Velocità, raggiungendo il 5º posto in classifica nelle stagioni 1976 e 1977.
Nel 1972 spostò le sue partecipazioni da pilota professionista anche nella motonautica, disputando la 24 ore di Rouen.
Iscritto dal 1974 all'ordine dei giornalisti della regione Lombardia come pubblicista, a partire dal 1982 iniziò ad essere conosciuto dal grande pubblico come commentatore e tester motociclistico per il programma televisivo Grand Prix, in onda su Italia 1, del quale è tuttora collaboratore. Dal 2009 collabora con la testata giornalistica online Moto.it in veste di editorialista. È divenuto celeberrimo il suo motto in favore della guida in sicurezza, con il quale conclude i servizi delle prove motociclistiche televisive: "Casco in testa ben allacciato, luci accese anche di giorno, e prudenza, sempre!".
Riprendendo in parte lo slogan stesso, nel 2011 ha pubblicato un libro dal titolo "Casco ben allacciato".

## Risultati nel motomondiale
| 1975 | Classe | Moto   |    |    |  |  |    |  |  |  |  |  |  |    |  | Punti | Pos. |
| ---- | ------ | ------ | -- | -- |  |  | -- |  |  |  |  |  |  | -- |  | ----- | ---- |
| 1975 | 500    | Suzuki | 19 | NE |  |  | 12 |  |  |  |  |  |  | NE |  | 0     |      |

| 1976 | Classe | Moto   |     |  |     |    |  |  |     |  |  |  |  |    |  | Punti | Pos. |
| ---- | ------ | ------ | --- |  | --- | -- |  |  | --- |  |  |  |  | -- |  | ----- | ---- |
| 1976 | 500    | Suzuki | Rit |  | Rit | NE |  |  | Rit |  |  |  |  | NE |  | 0     |      |

| 1977 | Classe | Moto   |  |  |     |     |    |     |    |    |  |  |  |  |  | Punti | Pos. |
| ---- | ------ | ------ |  |  | --- | --- | -- | --- | -- | -- |  |  |  |  |  | ----- | ---- |
| 1977 | 500    | Suzuki |  |  | Rit | Rit | NE | Rit | NE | NQ |  |  |  |  |  | 0     |      |

| 1978 | Classe | Moto   |  |  |  |  |    |  |  |  |  |  |  |    |    | Punti | Pos. |
| ---- | ------ | ------ |  |  |  |  | -- |  |  |  |  |  |  | -- | -- | ----- | ---- |
| 1978 | 500    | Suzuki |  |  |  |  | 11 |  |  |  |  |  |  | NE | NE | 0     |      |

| Legenda | 1º posto        | 2º posto            | 3º posto            | A punti      | Senza punti        | Grassetto – Pole position Corsivo – Giro più veloce |
| Legenda | Gara non valida | Non qual./Non part. | Ritirato/Non class. | Squalificato | '-' Dato non disp. | Grassetto – Pole position Corsivo – Giro più veloce |